# Helmut Hempel
Helmut Hempel (* 7. Januar 1934 in Dresden; † 27. April 2008 in Berlin) war ein deutscher Judoka.
Helmut Hempel begann zusammen mit seinem älteren Bruder Henry Hempel in Dresden mit dem Judosport. Sie trainierten gemeinsam, traten bei Wettkämpfen aber nie gegeneinander an. Helmut hielt sich im Federgewicht immer unterhalb der Gewichtsklasse seines Bruders, solange dieser aktiv war. Zu Beginn seiner Laufbahn hatte er im Dresdener Felix Krysiak einen überlegenen Gegner. 1954 wechselte er mit seinem Bruder zum neu gegründeten Sportclub SC Dynamo Berlin, wo unter Trainer Ewald Schönrock eine kampfstarke Sektion Judo zusammengestellt wurde. Bei den DDR-Einzelmeisterschaften errang er 1957 den 2. Platz und legte in diesem Jahr vor dem Dan-Kollegium die Prüfung zum 1. Dan ab. Mit der Mannschaft des SC Dynamo Berlin gewann er 1958 die DDR-Mannschaftsmeisterschaft. Bei den Mannschaftsmeisterschaften 1959 und 1960 erreichte er mit dem SC Dynamo jeweils den 3. Platz.
Im Januar 1960 legte er gemeinsam mit seinem Bruder bei Horst Wolf die Prüfung zum 2. Dan ab. Nachdem Henry Hempel 1959 in den Trainerstab des Deutschen Judo-Verbandes (DJV) gewechselt war und seine aktive Laufbahn beendet hatte, stieg Helmut in die Gewichtsklasse seines Bruders auf. Im Leichtgewicht wurde er vom DJV für die Judo-Europameisterschaften der Männer 1960 in Amsterdam nominiert und gewann dort die Bronze-Medaille. Damit war er nach Erich Zielke vom ASK Vorwärts Berlin der zweite DDR-Judoka, der bei Europameisterschaften einen Medaillenrang erreichte. Im gleichen Jahr errang er bei den DDR-Einzelmeisterschaften den 3. Platz im Halbmittelgewicht. 1961 verlor er im Finale der DDR-Meisterschaften gegen seinen Berliner Mannschaftskameraden Günter Wiesner. 1962 belegte er zusammen mit Erich Zielke hinter Burkhardt Daßler und Joachim Schröder den 3. Platz bei den DDR-Einzelmeisterschaften im Halbmittelgewicht und beendete danach seine aktive Laufbahn.
Während der aktiven Zeit hatte er ein Sportstudium und die Trainerausbildung an der Deutschen Hochschule für Körperkultur absolviert. Mit der Trainer-Qualifikation wurde er unter dem Club-Trainer Gert Schneider Nachwuchstrainer des SC Dynamo. Außerdem wurde er Mitglied verschiedener Kommissionen und Gremien des DJV. Er war u. a. Mitglied im Trainerrat und gehörte der Dan-Prüfungskommission des DJV an. 
Als Nachwuchstrainer des SC Dynamo Hoppegarten führte er zahlreiche Judoka seines Vereins zu Europameistertiteln der Jugend und Junioren. Dabei arbeitete er in den 1970er Jahren eng und sehr erfolgreich mit dem DJV-Nachwuchstrainer Willi Lorbeer und seinem Bruder Henry, der Trainer der DDR-Nationalmannschaft war, zusammen. Die Judo-Weltmeister Detlef Ultsch und Andreas Preschel, die Europameister Dietmar Hötger und Günter Krüger, der Olympiasieger Dietmar Lorenz und viele andere Dynamo-Judoka wurden als Junioren von Helmut Hempel trainiert und auf ihre Einsätze in den DJV-Nachwuchsmannschaften vorbereitet. Sein Bruder bekannte im Rückblick auf die gemeinsame Arbeit als Judotrainer: „Helmut war ein Judo-Verrückter, der sehr zielstrebig arbeitete und von dessen Arbeit ich später im Männerbereich als Nationaltrainer viel profitieren konnte.“
Nach der Wende setzte sich Helmut Hempel 1990 für die Eingliederung der Ostberliner Judoka in den Judo-Verband Berlin und die Fortführung seines Sports in den neuen Verbands- und Vereinsstrukturen ein. 1990 war er Mitbegründer der SSG Humboldt zu Berlin. In diesem Verein arbeitete er als Judo-Trainer und Vorsitzender der Judo-Abteilung.
Für seine Verdienste  war Helmut Hempel in der DDR u. a. als „Verdienter Meister des Sports“ und vom DJB mit dem 7. Dan ausgezeichnet worden.

## Erfolge als Judoka
- 1957: Vizemeister bei den DDR-Einzelmeisterschaften im Federgewicht
- 1958: DDR-Mannschaftsmeister
- 1959: Dritter Platz bei der DDR-Mannschaftsmeisterschaft
- 1960: Dritter Platz bei der DDR-Mannschaftsmeisterschaft
  - Dritter Platz bei den Europameisterschaften im Leichtgewicht
  - Dritter Platz bei den DDR-Einzelmeisterschaften im Halbmittelgewicht
- 1961: Vizemeister bei den DDR-Einzelmeisterschaften im Halbmittelgewicht
- 1962: Dritter Platz bei den DDR-Einzelmeisterschaften im Halbmittelgewicht